# Roman Mironow
Roman Władisławowicz Mironow (ros. Роман Владиславович Миро́нов; ur. 30 maja 1975 w Czerepowcu) – rosyjski biegacz narciarski, dwukrotny medalista mistrzostw świata juniorów. Po raz pierwszy na arenie międzynarodowej pojawił w styczniu 1994 roku podczas mistrzostw świata juniorów w Breitenwang, gdzie był między innymi dwunasty w sztafecie i szesnasty na dystansie 30 km stylem dowolnym. Na rozgrywanych rok później mistrzostwach świata juniorów w Gällivare wywalczył złoty medal w biegu na 10 km stylem klasycznym, a w sztafecie zajął drugie miejsce. Nigdy nie wystąpił w zawodach Pucharu Świata. Nigdy też nie brał udziału w igrzyskach olimpijskich i mistrzostwach świata.

## Osiągnięcia

### Mistrzostwa świata juniorów
| Miejsce | Dzień       | Rok  | Miejscowość | Konkurencja             | Wynik     | Strata  | Zwycięzca         |
| ------- | ----------- | ---- | ----------- | ----------------------- | --------- | ------- | ----------------- |
| 22.     | 26 stycznia | 1994 | Breitenwang | 10 km stylem klasycznym | 28:36,5   | +1:26,6 | Grigorij Gutnikow |
| 12.     | 28 stycznia | 1994 | Breitenwang | Sztafeta 4x10 km        | 1:55:55,6 | +7:38,7 | Japonia           |
| 16.     | 30 stycznia | 1994 | Breitenwang | 30 km stylem dowolnym   | 1:18:07,8 | +3:02,9 | Mitsuo Horigome   |
| 1.      | 1 marca     | 1995 | Gällivare   | 10 km stylem klasycznym | 27:26,1   | -       | -                 |
| 2.      | 3 marca     | 1995 | Gällivare   | Sztafeta 4x10 km        | 1:51:54   | +1:23   | Włochy            |
| 13.     | 5 marca     | 1995 | Gällivare   | 30 km stylem dowolnym   | 1:22:35,2 | +3:00,3 | Pietro Broggini   |